# ران (فلم)
ران (باليابانية: 乱) هو فيلم لرؤية يابانية لرائعة شكسبير الملك ليرى المخرج الياباني
أكيرا كوروساوا المؤلف أكيرا كوروساوا بالإضافة إلى هايدو اوغناي وماستاوا ايدي

## النجوم
تاتسويا ناكاداي (هديتورا إيتشيمونجي) اكبراديراوا (تارو تاكتورا إيتشيمونجي).

## القصة
بدأ كوروساوا بمنتصف السبعينات بالقراءة عن عصر ياباني قديم، فوقع على سيرة مثيرة لسيد اقطاعي محارب يدعى موتوناري موري،
كان لديه من الأبناء ثلاثة قام بتوزيع الأراضي التي استولى عليها ما بين هؤلاء الأبناء الثلاثة.
وأخذ الخيال يسبح به فيما لو كان هؤلاء الأبناء عاقين أو سيئين فماذا سيحدث حينها؟
وفعلا، استهل كوروساوا تلك الفترة بوضع الرسومات و«الاسكتشات» كعادته قبل افتتاح أي عمل له.
فأدت تلك النقلة والتحول الذي أحدثه كوروساوا إلى تقريب العمل تماما من مأساة الملك لير وجعلته كاقتباس لتلك المسرحية.
في حين أن كوروساوا يقول أنه لا يعتبر عمله كاقتباس مباشر لمسرحية شكسبير، إلا إنه لم ينفِ تأثره بذلك العمل تماما.
وما من شك بوجود عوامل تشابه ما بين العملين وتقاربهما واضح وشديد.
إلا أنه توجد عوامل أخرى تعطي مؤشرات على اختلافات ليست بالهينة فيما بين العملين.
لعل من أبرزها هو شخصيتي الملك لير وشخصية هديتورا إيتشيمونجي (الشخصية الرئيسية بفيلم ران)،
حيث يعتبر النقاد الشخصية الأولى أن مصيرها غير مستحق حيث أنه مجني عليه دون ذنب بل وقد يوصف باسوأ الأحوال بالحمق،
لأن مسرحية الملك لير لم تقدم إشارات على أنه كان ملكا ظالما خلال فترة حكمه.
بينما تعبر شخصية هيديتورا بالجهة المقابلة عن الحاكم الطاغية ويداه الملطختان بدماء الأبرياء والمساكين ممن قمعهم سابقا.
إلى جانب اختلافات أخرى مميزة لعمل كوروساوا سيكتشفها المتفرج عند إمعانه بالعملين معا.
```
مسيرة الإنتاج
```

أنتج فيلم Ran عام 1985 (و«ران» هو اللفظ الياباني لكلمة التمرد) وسط أزمة شديدة تعرض لها المخرج أكيرا كوروساوا
منذ السبعينات والثمانينات من القرن الماضي، بسبب عدم نجاحه بالحصول على تمويل لعمل مشاريعه وأفلامه مما أضطره للجوء
لخارج اليابان للحصول على الدعم المطلوب. وكان أن حصل على تمويل من فرنسا لانتاج الفيلم، وقد أعتبر كأضخم إنتاج سينمائي
بالتاريخ الياباني آنذاك حيث بلغ 12 مليون دولار.
ومن المعلومات المثيرة للاهتمام أن كوروساوا أقدم على الانتحار بعد عدم الحصول على تمويلات لافلامه،
وافلاس شركة كان قد أسسها مع ثلاثة مخرجين يابانيين،
لكنه خرج ناجيا من هذه الأزمة.
ثم أتته ضربة أخرى قوية بعد موت زوجته أثناء تصوير فيلم Ran مما أحبطه وعرضه لأزمة نفسية شديدة.

## وصلات خارجية
- مقالات تستعمل روابط فنية بلا صلة مع ويكي بيانات